# River Afan
Der River Afan (walisisch Afon Afan, englisch auch River Avon) ist ein Fluss in Wales. Er fließt hauptsächlich durch das Bergland vom Neath Port Talbot County Borough und mündet bei Port Talbot in die Swansea Bay. Sein Flusstal gehört zu den South Wales Valleys.

## Geographie
Der Ursprung des Flusses wird unterschiedlich angegeben. Südwestlich von Blaengwynfi entspringt am Ende eines Tals der River Gwynfi, der jedoch auch schon als Afan bezeichnet wird. Der Gwynfi bzw. Afan  fließt zunächst nordwestlich, bis er ab Blaengwynfi in südwestliche Richtung fließt. Bei Cymmer (walisisch für Zusammenfluss) fließt auf der rechten Seite der Afan Corrwg zu, erst durch diesen Zusammenfluss entsteht nach verschiedenen Angaben der River Afan. Der Afan fließt weiter durch ein enges, steil eingeschnittenes Flusstal, das als Afan Valley (walisisch Cwm Afan) bekannt ist und im Nordwesten von den Hügeln Y Foel und dem 258 m hohen Mynydd Dinas dominiert wird. Im Gegensatz zu den meisten anderen Tälern in Südwales gibt im Tal des Afan keine großen Siedlungen, sondern in dem engen Tal erstreckt sich eine Reihe von kleinen Siedlungen, darunter Pontrhydyfen, Cynonville und Duffryn. Im oberen Flusstal liegen diese vor allem am linken, später auch am rechten Flussufer. Bei Pontrhydyfen fließt von rechts der Pelenna River zu. Am Unterlauf befindet sich am rechten Ufer die industriell geprägte Siedlung Cwmavon. Kurz vor der Mündung wird der Fluss von der Autobahn M4 überquert, anschließend fließt er durch die Stadt Port Talbot und mündet im Stadtteil Aberavon ins Meer. Kurz vor der kanalisierten Mündung befindet sich am linken Ufer der Hafen von Port Talbot, in die Hafenbecken mündet der Fluss Ffrwdwyllt.

## Geschichte
Im Mittelalter war das Cwm Afan das Zentrum der kleinen walisischen Herrschaft Afan, die auch nach der englischen Eroberung bis Mitte des 14. Jahrhunderts von einer walisischen Dynastie beherrscht wurde. Bereits im Mittelalter wurde in der Region Kohle abgebaut, und 1717 bestand bereits ein erstes Eisenwerk. Ab 1770 begann eine starke Industrialisierung der Region, wofür ab 1834 der neue Hafen von Port Talbot angelegt wurde. In den Bergen um das untere Flusstal wurde bis ins 19. Jahrhundert Kupferbergbau betrieben, das letzte Kohlebergwerk schloss 1968. Port Talbot ist bis heute ein Zentrum der britischen Stahlindustrie. Zahlreiche Orte im oberen Flusstal wie Abergwynfi und Blaengwynfi entstanden im 19. Jahrhundert als Bergarbeitersiedlungen. An den Bergbau erinnert das 1976 eröffnete South Wales Miners Museum bei Cymmer. Das Tal wurde ab 1972 in einen Country Park umgewandelt.

## Umwelt
Der jahrhundertelange Bergbau und die intensive Kupfer-, Stahl- und Chemieindustrie um Port Talbot führten zu einer massiven Verschmutzung des Flusses und zu Umweltschäden in der ganzen Region, durch die Umweltverschmutzung wurde lange Jahre die Vegetation der Hügel entlang des unteren Flusstals großflächig zerstört. Der Abraum aus dem Bergbau im unteren Flusstal wurde zu großen Teilen in Halden im oberen Flusstal abgelagert.
Ab den 1970er Jahren wurden weite Teile des Tals rekultiviert und dienen seitdem zur Naherholung. Das ursprünglich Afan Argoed Country Park genannte Gebiet wurde später in Afan Forrest Park umbenannt und dient der Naherholung. Der Park besitzt ein Besucherzentrum, durch das dicht bewaldete Parkgebiet führen zahlreiche Wander-, Rad- und Mountainbikewege entlang geschlossener Bergwerke und aufgegebener Bahntrassen. Wegen seiner Forellen gilt der Fluss wieder als Angelgewässer.

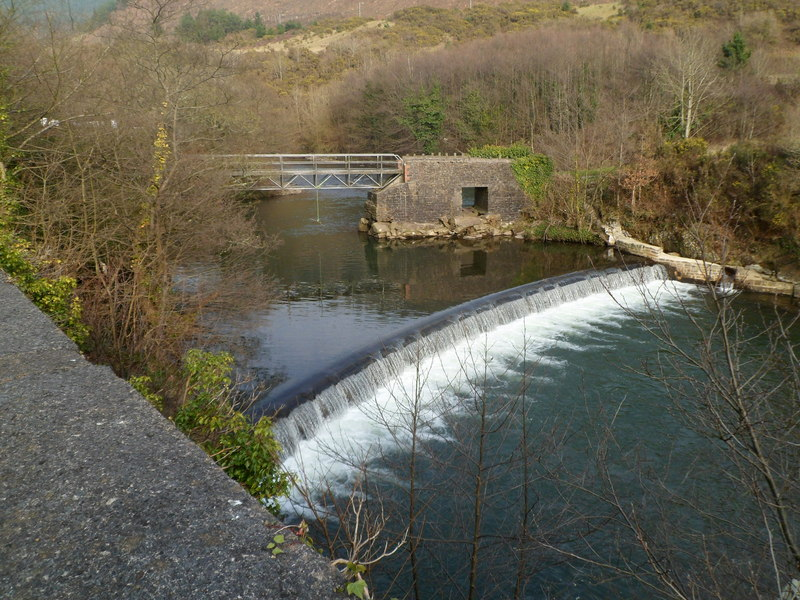
Wehr und Fußgängerbrücke bei Cwmavon

## Verkehr
Mitte des 19. Jahrhunderts wurde eine Bahnlinie, die South Wales Mineral Railway, durch das Afan Valley errichtet, um Kohle aus den Bergwerken nach Port Talbot zu transportieren. Die Bahnlinie wurde durch zwei Tunnel mit den Bahnlinien in den angrenzenden Tälern verbunden, darunter durch einen drei Kilometer langen Tunnel zum Rhondda Fawr. Im 20. Jahrhundert verlor die Bahnlinie an Bedeutung. 1963 wurde der Bahnverkehr eingestellt und die Strecke großteils abgebaut, die Eisenbahntunnel sind seitdem geschlossen. In Pontrhydyfen überqueren noch zwei mächtige, im 19. Jahrhundert errichtete Brücken den Fluss, ein Rote Brücke genannter Eisenbahnviadukt sowie ein ehemaliger Aquädukt, der Y Bont Fawr (walisisch für große Brücke) genannt wird. Beide Brücken dienen heute als Fußgänger- und Fahrradbrücken.
Durch das Tal führt die die A4107, die Afan Valley Road, von der bei Pontrhydyfen die B4287 nach Neath abzweigt. Die Afan Valley Road führt weiter über die Hügel am Talende ins Rhondda Valley.